# Tuamotuichthys schwarzhansi
Tuamotuichthys schwarzhansi är en fiskart som beskrevs av Nielsen och Møller 2008. Tuamotuichthys schwarzhansi ingår i släktet Tuamotuichthys och familjen Bythitidae. Inga underarter finns listade i Catalogue of Life.